# Konstantin II., kralj Škotske
Konstantin II. (škot. Còiseam mac Aoidh) (? - St Andrews, 952.), škotski kralj od 900. do 943. godine, jedan od najvećih ranih kraljeva Škotske, koji je uspio zadržati svoju vlast i moć u turbulentnim vremenima dinastičkih kriza i stranih invazija na škotsko tlo. U njegovo vrijeme Škotska je nazvana Albom.
Sin je škotskog kralja Aedha († 878.) i nasljednik rođaka, kralja Donalda II. († 900.), sina kralja Konstantina I. († 877.). U početku njegove vladavine, Vikinzi su harali Škotskom i nanosili dosta štete. Godine 903., Konstantin II. ih je porazio u bitci kod Scona i protjerao iz kopnenog dijela Škotske. Nakon toga, udružio se s Northumbrijcima te je u bitki kod Corbridgea, 918. godine, porazio Vikinge u Northumbriji, nakon čega je osigurao južne granice kraljevstva. Ujedno, bio je prvi škotski kralj koji je uspostavio vlast južno rijeke Forth.
Konstantin II. je proveo više reformi u zemlji. Godine 906. ustanovio je Škotsku crkvu i uveo položaj mormaera, upravitelja koji je bio zadužen za upravu nad pojedinim dijelovima kraljevstva. Udružio se s Owenom, kraljem Strathcyldea i Olafu III. Guthfrithson, danskim kraljem Dublina, protiv Aethelstana, kralja Wessexa, koji ih je porazio 937. godine u bitci kod Brunanburh, u kojoj je Konstantin II. izgubio sina Cellaha, a poginuli su i drugi kraljevi te grofovi. Konstantin II. se uspio spasiti bijegom u Škotsku. Iste godine, dao je svoju kćer je dao za ženu danskom kralju Dublina, Olafu III. Guthfrithsonu.
Godine 943. engleski kralj Edmund I. (939. – 946.) je uspostavio vlast nad Northumbrijom i proširio je u južnu Škotsku. Nakon što je bio dvaput poražen, Konstantin II. se odrekao prijestolja u korist rođaka Malcolma I. (943. – 954.) i povukao se u samostan St Andrews, gdje je živio kao opat do svoje smrti 952. godine.